# Sujiazuo
Sujiazuo (kinesiska: 苏家作, 苏家作乡) är en socken i Kina. Den ligger i provinsen Henan, i den centrala delen av landet, omkring 61 kilometer nordväst om provinshuvudstaden Zhengzhou. Antalet invånare är 31 939. Befolkningen består av 15 702 kvinnor och 16 237 män. Barn under 15 år utgör 21,0 %, vuxna 15-64 år 71 %, och äldre över 65 år 7,0 %.
Genomsnittlig årsnederbörd är 638 millimeter. Den regnigaste månaden är juli, med i genomsnitt 164 mm nederbörd, och den torraste är december, med 4 mm nederbörd.